# Juhász Ibolya
Juhász Ibolya (Szigetvár, 1957. május 20. –) magyar bábművész, színésznő.

## Életpályája
Szigetváron született, 1957. május 20-án. 1977-ben végezte el a a Bábszínészképző Tanfolyamot. 1976-tól az Állami Bábszínházban szerepelt. 1981 és 1983 között a színház bábszínész továbbképző stúdiójában folytatott tanulmányokat. 1992-től az utódszínház Budapest Bábszínház művésze. 1984-ben Állami Ifjúsági Díjat, 1985-ben Balajthy Andor-vándorgyűrű kapott, 2018-ban Magyar Ezüst Érdemkereszt kitüntetésben részesült.

## Fontosabb színházi szerepei
- William Shakespeare: Szentivánéji álom... Heléna
- Wolfgang Amadeus Mozart: Varázsfuvola... az Éj királynője
- Carlo Gozzi – Heltai Jenő: A szarvaskirály... Angela
- Claude Debussy – Gabriele D’Annunzio: Szent Sebestyén vértanúsága... szereplő
- Jevgenyij Lvovics Svarc: Hókirálynő... Holló; Rénszarvas
- Jacques Offenbach: Kékszakáll... Boulotte
- Kodály Zoltán: Háry János... Krucifix generális
- Joe Masteroff – John Kander – Fred Ebb: Kabaré... Kurva; táncosnő
- L. Frank Baum: Óz, a nagy varázsló... Boszorkány
- Grimm fivérek – Károlyi Amy: Hófehérke és hét törpe... Mostoha
- Arany János – Gáli József: Rózsa és Ibolya... Ibolya
- František Hrubín: A szépség és a szörny... Amálka
- Benedek Elek – Szilágyi Andor: Leander és Lenszirom... Csibecsőr
- Kormos István –  Giovannini Kornél: Vackor Mackó... Vackor
- Lázár Ervin: Árgyélus királyfi... Ciranka
- Lázár Ervin: Berzsián és Dideki... Ribizli
- Lázár Ervin: A legkisebb boszorkány... Rilla
- Ignácz Rózsa: Csipkerózsika... Csipkerózsika
- Ignácz Rózsa: Tündér Ibrinkó... Tündér Anna; Mári
- Tóth Eszter: Csizmás Kandúr... Csizmás Kandúr
- Gianni Rodari – Khaled-Abdo Szaida: Hagymácska... Alma néni; Bulldog
- Balogh Géza: Ali Baba és a negyven rabló... Zubeida

## Filmes és televíziós szerepei
- Dörmögőék kalandjai (1987)
- Dörmögőék legújabb kalandjai (1991)
- Ördöge van, zsugori uram (2001)

## Díjai, elismerései
- Állami Ifjúsági Díj (1984)
- Balajthy Andor-vándorgyűrű (1985)
- Havas–B. Kiss-díj (1999)
- Magyar Ezüst Érdemkereszt (2018)